# Bidens pilosa
Bident poilu
Espèce
Classification phylogénétique
Bidens pilosa, le Bident poilu, Bident hérissé, appelé aussi Sornet ou Herbe à aiguilles, est une espèce de plantes à fleurs de la famille des Asteraceae. Bidens pilosa est une adventice cosmopolite originaire d’Amérique du Sud. C'est une plante annuelle érigée atteignant 1 m de haut.
En Afrique subsaharienne, les pousses tendres et les jeunes feuilles fraîches ou séchées sont utilisées comme légume-feuilles, en particulier en période de disette. Elle est appelée anamadinika ou anantsipolitra en malgache.

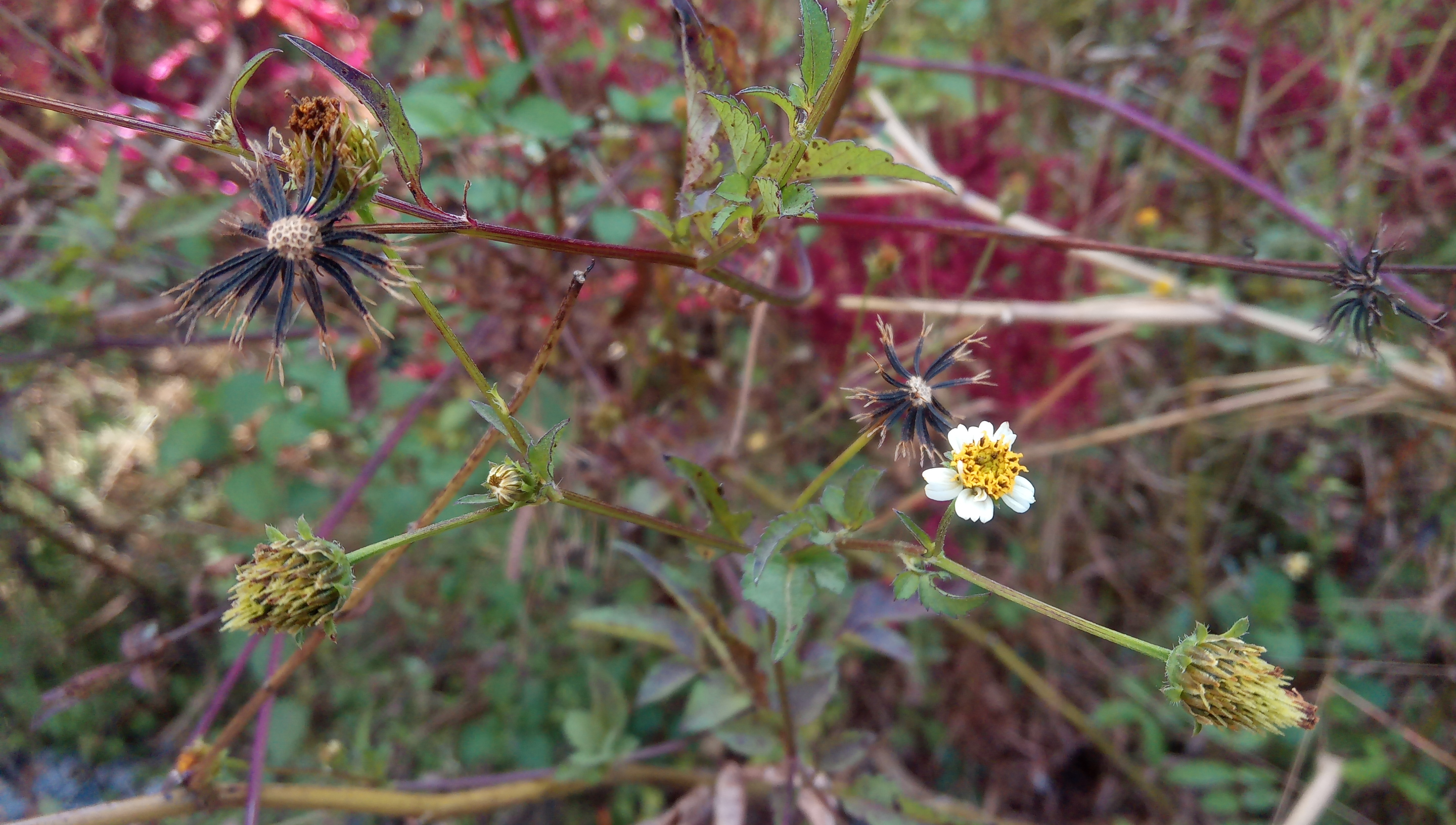
Bidens pilosa, anamadinika en malgache.

## Dénominations
Ce taxon porte en français les noms vernaculaires ou normalisés suivants :
- Bident hérissé[1] ;
- Bident pileux[1],[2] ;
- Bident poilu[1],[2] ;
- Herbe d'aiguille[1] ;
- Herbe sornette[1] ;
- Herbe villebague[2] ;
- Piquant noir[1] ;
- Piquant[1] ;
- Piquants noirs[1],[3] ;
- Soinette[2] ;
- Sornet[1] ;
- Sornette[1] ;
- Sournette[2].

## Systématique
Le nom correct complet (avec auteur) de ce taxon est Bidens pilosa L..